# Cal Castanyer
Cal Castanyer era una masia situada al municipi d'Avià a la comarca catalana del Berguedà inclosa en l'Inventari del Patrimoni Arquitectònic de Catalunya però actualment enderrocada.

## Descripció
Era una masia de grans dimensions orientada a migdia i estructurada en planta baixa i dos pisos superiors. Estava feta amb pedres de diverses mides sense treballar unides amb molt de morter i maó, i després arrebossat. La coberta era a dues aigües amb teula àrab. Destacvaa la galeria d'arcs de mig punt dels dos pisos superiors; en el seu intradós es conservaven restes de pintura molt malmesa; aquesta fou una obra posterior a la construcció de l'edifici. A la part del darrere hi havia la porta d'entrada a les estances de l'amo, guarnida amb ferro forjat. Malgrat les transformacions, la masia conservava un aspecte unitari.

## Història
Es trobaven dues dates a diferents llindes: a la mateixa casa, la de 1829, i a un annex, la de 1888 (antiga masoveria). La masia no tenia església pròpia; es pensa que es feu ja al s. XIX. Cal Castanyer havia estat una de les cases més poderoses de la comarca que arribà a tenir dinou masoveries.